# Aargauische Naturforschende Gesellschaft
Die Aargauische Naturforschende Gesellschaft (ANG) wurde 1811 als drittälteste der Naturforschenden Gesellschaften der Schweiz von einigen naturbegeisterten «Privatgelehrten» im Kanton Aargau gegründet.

## Geschichte
1827 eröffnete die ANG aus privaten Sammlungen der Mitglieder das Naturmuseum «Naturaliencabinet». 1869 erschien die erste Publikation mit naturwissenschaftlichen Beiträgen aus dem Aargau. Sie ist der Prototyp der Mitteilungsbände der ANG, die seit 1878 alle zwei bis sechs Jahre herausgegeben werden. Um die Wende zum 20. Jahrhundert wurde unter der Leitung von ANG-Mitglied Friedrich Mühlberg nach zehnjähriger Arbeit die Quellenkarte des Kantons Aargau herausgegeben. Diese Arbeit stellte eine entscheidende Grundlage zur Sicherstellung der Trinkwasserversorgung dar. Mit der Statutenrevision von 1902 erhielten erstmals auch Frauen Zutritt zur Gesellschaft. Ab 1905 wurde auf einen eigenen Museumsbau hingearbeitet. Die ANG kaufte 1917 die Villa Hunziker-Fleiner und erbaute auf deren Areal entlang der Bahnhofstrasse Aarau mit je einem Sechstel Beteiligung von Stadt und Kanton das Naturmuseum Aargau, welches 1922 eröffnet wurde.
Ab 1986 wurde zusammen mit Stadt und Kanton das ganze Museumskonzept neu überarbeitet. Für die Immobilien und Sammlungen wurde 1999 die «Stiftung Naturama Aargau» gegründet, in welche die ANG ihre ganzen Sammlungsstücke einbrachte. Die ANG als Mitstifterin ist im Stiftungsrat, gleichgestellt mit dem Kanton Aargau und Stadt Aarau, durch zwei Mitglieder vertreten. Im April 2002 wurde das umgestaltete Museum als «Naturama Aargau» neu eröffnet. 2021 erneuerte die ANG zum 210-jährigen Jubiläum ihr Logo ANG – Wissen verstehen. Sie zählt rund 350 aktive Mitglieder.

### Erster Vorstand
Die sieben Gründungsmitglieder waren:
- Johann Rudolf Meyer, Präsident
- Heinrich Zschokke, Vizepräsident
- G.A. Strauss, Aktuar
- Gabriel Herosé
- Ernst August Evers
- Schmutziger
- Andreas Wanger

### Mitgliederentwicklung
Die Mitgliederzahlen der ANG sind über die letzten 15 Jahre relativ konstant mit leicht steigender Tendenz; sie bewegten sich zwischen 327 und 361 Personen.
Da ab 1902 auch Frauen Zutritt zur Gesellschaft erhielten, wurde die Anzahl der Neumitglieder nach Geschlecht aufgetrennt. Ab 2022 werden auch nichtbinäre Geschlechtsidentitäten erfasst.
|            | 1928–1979 | 1980–1989 | 1990–1999 | 2000–2009 | 2010–2014 | 2015–2021 |
| ---------- | --------- | --------- | --------- | --------- | --------- | --------- |
| Frauen     | 4         | 7         | 3         | 7         | 18        | 36        |
| Männer     | 33        | 60        | 38        | 26        | 40        | 43        |
| Nichtbinär | k. A.     | k. A.     | k. A.     | k. A.     | k. A.     | k. A.     |

## Ziele und Aktivitäten
Durch die Gründung der Museumsstiftung, die Professionalisierung der Forschung an Hochschulen sowie die Möglichkeit der digitalen Wissensbeschaffung und Vernetzung, hat sich das Hauptziel der ANG verändert. Sie übernimmt nicht mehr die Rolle der Forschung selbst, sondern die Vermittlung naturwissenschaftlicher Inhalte an die breite Bevölkerung, womit auch das Interesse an den Naturwissenschaften gefördert werden soll. Unterstützung erhält die ANG dabei von der Dachorganisation «Akademie der Naturwissenschaften Schweiz» (SCNAT).
Um dieses Ziel zu erreichen, engagiert sich die ANG auf verschiedenen Ebenen. Wissenschaftskommunikation zu aktuellen Themen mittels öffentlicher Expertenvorträge und Exkursionen stellen eine Grundlage der Aktivitäten dar. Ergänzt wird dieses Angebot durch das zweimal jährlich herausgegebene Wissenschaftsmagazin ANG FOKUS, das sich jeweils einem aktuellen naturwissenschaftlichen Thema widmet.
Um auch ein jüngeres Publikum anzusprechen, werden auch neue Wege eingeschlagen. So wurde 2019 unter dem Titel andersch kompliziert?! (unter anderem auf Spotify) eine öffentliche Podcast-Serie erstellt, in welcher Fachexperten zu aktuellen naturwissenschaftlichen Themen interviewt werden. Das Ziel ist es dabei, die teils komplexen Inhalte einem breiten Publikum möglichst verständlich und interessant zu vermitteln. Zudem soll naturwissenschaftliches Wissen nicht nur in Hörsälen vermittelt, sondern auch in der Natur erlebt werden. Dies hat die ANG mittels zweier Audiopfade im Raum Aarau umgesetzt, welche sich mit dem Thema Stadtbach und Auen befassen. Mittels QR-Codes kann dabei der Geschichte des Stadtbachs gelauscht werden sowie viel Neues über Auen gelernt werden.
Um der Bevölkerung den direkten Kontakt zu Forschenden und Experten zu vereinfachen, versucht die ANG durch das Format ANG Portraits zudem die Persönlichkeiten aus den Naturwissenschaften näher zu beleuchten. Dies soll neue Blickwinkel schaffen, inspirieren und insbesondere dazu animieren, Berührungsängste zu minimieren und bei Fragen direkt Wissenschaftler zu kontaktieren.
Um das Interesse an den Naturwissenschaften bei Jugendlichen zu fördern, setzt die ANG auf selbständiges Entdecken mittels Experimenten. Jährlich erhalten rund 300 Aargauer Primarschüler die Möglichkeit, unter der Anleitung erfahrener ANG-Mitglieder naturwissenschaftliche Phänomene kennenzulernen und Experimente selbstständig durchzuführen. Dabei steht das Verstehen von physikalischen und chemischen Grundkonzepten im Vordergrund. Die ANG unterstützt zudem auch naturwissenschaftliche Forschung im Kanton Aargau sowie die Forschung Aargauer Gymnasiasten.

## Publikationen
Die ANG publiziert in regelmässigen Abständen von vier bis sechs Jahren einen Mitteilungsband mit Wissenschaftlichen Berichten und Vereinsaktivitäten. Die Bände erscheinen bis heute noch (Band 1 erschien 1878) und sind in der ETH-Bibliothek einsehbar.
Zusätzlich wird zwei Mal jährlich das Vereinsmagazin FOKUS publiziert. Darin findet man Vereinsnews, aber auch kurze Zusammenfassungen aus aktuellen Forschungsprojekten, welche in verständlicher Sprache erklärt werden.

## Persönlichkeiten

### Präsidenten
Präsidenten der ANG seit ihrer Gründung im Jahre 1811:
- 1811–1817: Johann Rudolf Meyer, Ingenieur, Seidenfabrikant
- 1817–1819; Heinrich Zschokke, Oberforstinspektor
- 1819–1821: Andreas Wanger, Pfarrhelfer
- 1821–1824: Franz Xaver Bronner, Professor
- 1824–1827: Heinrich Zschokke, Oberforstinspektor
- 1827–1828: Johann Rudolf Rengger, Arzt
- 1828–1835: Friedrich Frey-Herosé, Fabrikant
- 1835–1840: Fleischer, Professor
- 1840–1851: Friedrich Frey-Herosé, Regierungsrat, ab 1848 Bundesrat
- 1851–1854: Pompejus Bolley
- 1854–1856: Heinrich Rudolf Schinz
- 1856–1858: Augustin Keller, Regierungsrat, Nationalrat
- 1858–1862: Theodor Zschokke, Professor
- 1862–1876: Hermann Custer, Fabrikant
- 1876–1877: J. Riniker, Oberförster
- 1877–1885: Friedrich Mühlberg, Professor
- 1885–1888: Friedrich Schmuziger, Arzt
- 1888–1915: Friedrich Mühlberg
- 1915–1922: Adolf Hartmann, Professor
- 1922–1927: Paul Steinmann
- 1927–1930: Max Mühlberg, Geologe
- 1930–1933: Adolf Hartmann
- 1933–1940: Jakob Hunziker, Bezirkslehrer
- 1940–1945: Eugen Widmer, Bezirkslehrer
- 1945–1961: Karl Baeschlin, Seminardirektor
- 1961–1964: Werner Sigrist, Professor
- 1964–1971: Werner Meier-Zimmerli, Professor
- 1971–1976: Hans Moor, Kantonsschullehrer
- 1976–1983: Walter Güntert, Radiologe
- 1983–1988: Peter Ehrensperger, Kantonsschullehrer
- 1988–1992: Gerold Brändli, Physiker
- 1992–2007: Annemarie Schaffner, Kantonsschullehrerin (erste Präsidentin)
- 2007–2011: Stephan Scheidegger, Professor
- 2011–2017: Fritz Wenzinger,  Kantonsschullehrer
- 2017–2022: Sophia Pantasis, Biologin & Adrian Zwyssig, Chemiker (erstes Co-Präsidium)

seit 2023: Alois Zwyssig

### Ehrenmitglieder
Liste der Ehrenmitglieder der ANG (in Klammern das Jahr der Ernennung zum Ehrenmitglied):
- J. Gerber, Sekretär der Industriellen Gesellschaft, Mülhausen (1833)
- Emil Frey-Gessner, Entomologe, Genf (1872)
- Hans Herzog, eidgenössischer General, Aarau (1877)
- Hermann Custer, Fabrikant, Aarau (1891)
- Achilles Zschokke, Pfarrer, Gontenschwil (1894)
- Olivier Zschokke, Nationalrat, Aarau (1894)
- Hermann Fischer-Sigwart, Apotheker, Zofingen (1898)
- Friedrich Mühlberg, Professor, Aarau (1898)
- J. Wullschleger, Rektor, Lenzburg (1898)
- Rudolf Ausfeld, Rektor, Rheinfelden (1898)
- Albert Heim, Professor ETH, Zürich (1911)
- J. Hilfiker, Bern (1911)
- Georg Friedrich Kinkelin, Frankfurt am Main (1911)
- Hermann Kummler, Fabrikant, Aarau (1911)
- Arnold Lang, Professor, Zürich (1911)
- Carl Schroeter, Professor, Zürich (1911)
- August Tuchschmid, Rektor der Kantonsschule, Aarau (1911)
- Leo Wehrli, Professor, Zürich (1911)
- Erwin Zschokke, Professor, Zürich (1911)
- Friedrich Zschokke, Professor, Basel (1911)
- Eduard Greppin, Dr. ehem., Basel (1911)
- Carl Schmidt, Professor, Basel (1911)
- Eduard Bally, Industrieller, Nationalrat, Schönenwerd (1916)
- Rudolf Zurlinden-Richner, Fabrikant, Aarau (1916)
- Andreas Bircher, Kairo (1923)
- Emil Hassler, San Bernardino bei Asuncion, Paraguay (1923)
- Jean Frey, Bezirkslehrer, Baden (1928)
- Thutw., Rektor, Lenzburg (1928)
- Arnold Heim, Professor, Zürich (1932)
- Paul Karrer, Professor, Nobelpreisträger, Zürich (1932)
- Paul Niggli, Professor, Zürich (1932)
- Sigfried Schwere, Seminarlehrer, Aarau (1932)
- Alfred Vogt, Professor, Direktor Augenklinik, Zürich (1932)
- Robert Suter, Bankdirektor, Aarau (1934)
- Adolf Hartmann, Professor, Aarau (1942)
- Paul Steinmann, Professor, Konservator, Aarau (1944)
- Paul Müller-Fehr, Lehrer, Schiltwald (1950)
- Robert Stäger, Lugano (1958)
- Karl Baeschlin, Seminardirektor (1961)
- Wilhelm Hoech-Widmer, Prokurist, Aarau (1980)
- Adolf Mittelholzer, Bezirkslehrer, Unterkulm (1980)
- Margrit Mittelholzer, Bibliothekarin, Unterkulm (1980)
- Werner Schmid, Professor, Konservator, Gränichen (1981)
- Eugen Widmer, Bezirkslehrer, Aarau (1981)
- Werner Arber, Professor, Nobelpreisträger, Basel (1986)
- Erich Kessler, Sekundarlehrer, Oberrohrdorf (1986)
- Conrad Roth, Kreisoberförster, Zofingen (1986)
- Carl Rüedi, Kreisoberförster, Aarau (1986)
- Ambros Speiser, Professor, Baden (1986)
- Max Waldmeier, Professor, Zürich (1986)
- Walter Günter, Radiologe (1991)
- Markus Meyer, Rechtsanwalt, Stadtammann, Aarau (2005)
- Hans Peter Müller, Stadtrat, Aarau (2005)
- Ulrich Siegrist, Regierungsrat, Lenzburg (2005)
- Erwin Wullschleger, Kantonsoberförster, Rombach (2007)
- Richard Maurer, Dr. sc. nat., (2021)
- Peter Ehrensperger, Dr. sc. nat. (2021)
- Fritz Wenzinger, Dr. sc. techn. (2021)

## Die ANG und das «Naturama Aarau»
Bis anfangs 1999 war die ANG Eigentümerin des «Aargauischen Naturmuseums». Seit seiner Eröffnung 1922 wurde sie bei Betrieb und Instandhaltung von Kanton und Stadt finanziell kräftig unterstützt. Die «Stiftung Naturama Aargau» ist heute die Trägerin des «Naturama Aargau». Dieses ist ein Mehrspartenbetrieb, bestehend aus dem Naturmuseum mit Ausstellungen und Sammlungen sowie den Tätigkeitsfeldern Nachhaltigkeit, Naturschutz, Bildung/Vermittlung und Forschung. Die Stiftung bezweckt, dem Naturama Aargau eine ausreichende Infrastruktur (Gebäude, Einrichtungen, Sammlungen etc.) zur Verfügung zu stellen und den Betrieb zu führen. Sie kann die Betriebsführung auch delegieren.